# 法兰克福通信博物馆

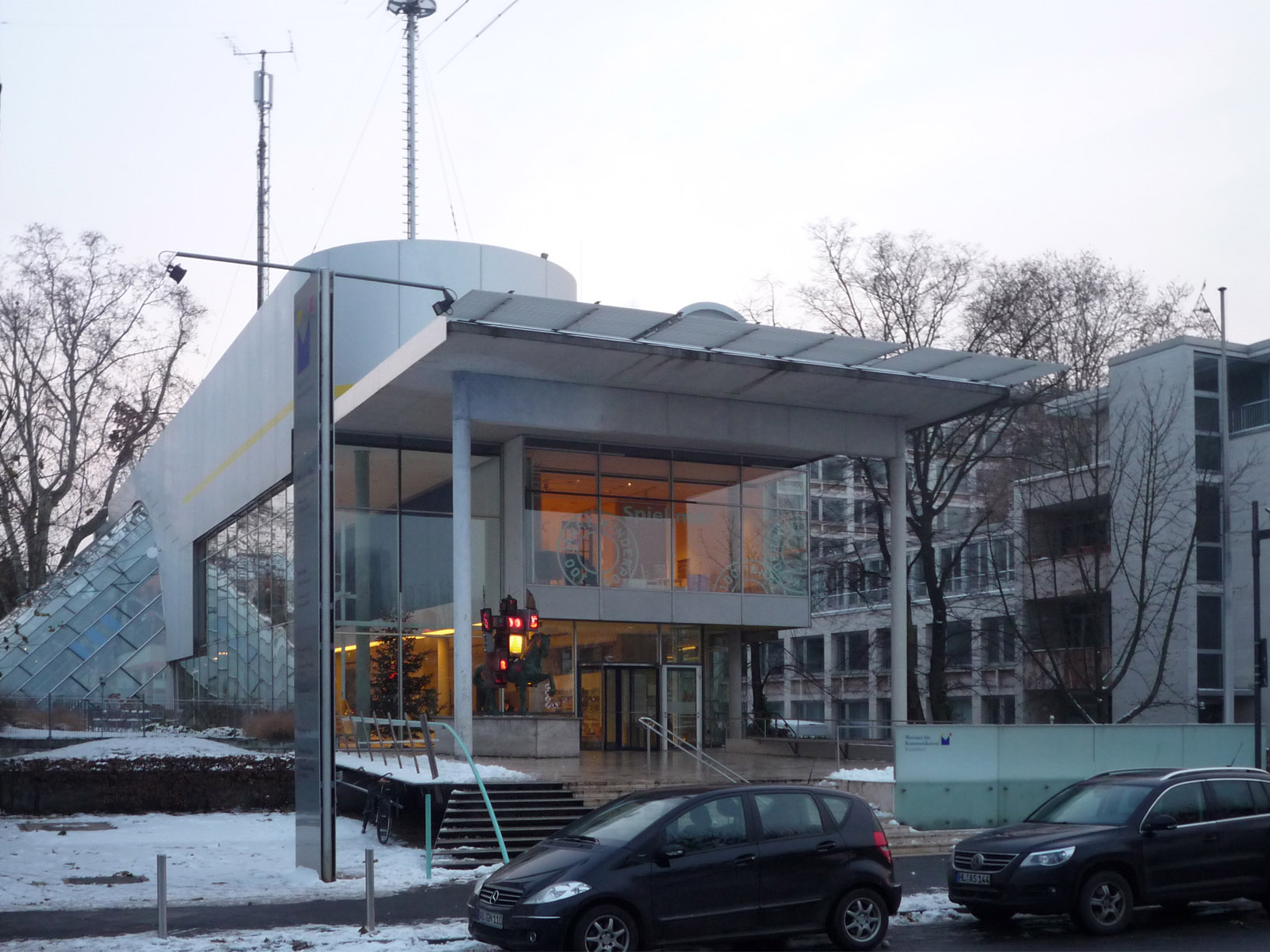
法兰克福通信博物馆

法兰克福通信博物馆（Museum für Kommunikation）是德国法兰克福的一个博物馆。它成立于1958年1月31日，名为联邦邮政博物馆（Bundespostmuseum），是法兰克福博物馆岸最古老的博物馆。

## 历史
1994年以前，博物馆属于德国邮政。目前的建筑为现代风格的玻璃建筑，于1990年投入使用，由建筑师Günter Behnisch设计。地面层设有信息中心、商店和咖啡馆，展览则设于地下，内容涵盖人类历史上各种通讯手段发展与传播的历史，包括邮件、电报、电话、无线电、电视和电脑等。